# Oxygonum sagittatum
Oxygonum sagittatum är en slideväxtart som beskrevs av R. A. Grah.. Oxygonum sagittatum ingår i släktet Oxygonum och familjen slideväxter. Inga underarter finns listade i Catalogue of Life.